# Théorie de l'échange inégal
La théorie de l'échange inégal est une théorie du commerce international qui explique que le commerce international est vicié par une inégalité dans les termes de l'échange entre les pays riches et les pays pauvres. Elle a été développée par Arghiri Emmanuel.

## Historique
La théorie de l'échange inégal est progressivement édifiée par plusieurs auteurs. Raul Prebisch, économiste au sein de la Commission des Nations unies pour l'Amérique latine, étudie les dépendances entre les pays du centre et les pays de la périphérie, et dénonce la dégradation des termes de l'échange. Wolfgang Hans Singer, lui aussi économiste à l'ONU, rejoint plus tard Prebisch. C'est finalement Arghiri Emmanuel qui, en 1969, dans L’Échange inégal, crée véritablement le concept. Le livre lui fait gagner en notoriété au sein du monde économique, mais aussi au sein de mouvances d'extrême gauche. 

## Explication
Emmanuel considère que, dans le commerce international, un échange peut être dit égal si les biens échangés ont un taux de rémunération des facteurs de production identique. Or, si un pays riche voit son niveau de salaire augmenter, alors le prix des biens que ces salariés produisent augmente, ce qui diminue le salaire réel des pays pauvres qui achètent ce bien. L'échange devient alors inégal.
Ainsi, l'échange est inégal du fait des écarts de rémunération du facteur travail selon les régions du monde. Les pays pauvres vendent des biens bon marché, parce que la main d’œuvre est sous-payée, là où les pays riches vendent des biens à haute valeur ajoutée, qui sont chers. Cela se traduit par une exploitation des pays pauvres, car du fait du différentiel de salaire, les pays riches peuvent acheter à bon marché les marchandises à bas prix exportées par les pays pauvres.
De ce fait, le commerce international a pour effet de transférer des richesses de la périphérie vers le centre[pas clair]. 

## Postérité

### Impossibilité de l'alliance internationale des prolétaires
Emmanuel conclut de sa théorie que l'internationale des travailleurs, c'est-à-dire le soutien des travailleurs de tous les pays, est une chimère. Les prolétaires des pays riches n'ont pas d'intérêts communs avec les prolétaires des pays pauvres, qu'ils exploitent pour leur consommation.

### Mobilisation par le tiers-mondisme
La théorie a connu un succès important auprès de mouvances tiers-mondistes.

### Développement inégal
La théorie de l'échange inégal a été développée par des auteurs ultérieurs et a permis d'édifier la théorie du développement inégal, selon laquelle l'échange inégal est à l'origine des divergences de développement entre pays.

## Débats et critiques
La théorie de l'échange inégal a fait l'objet de critiques. Certains tenants de l'économie marxiste ont remis en cause la conception de la valeur soutenue par Arghiri Emmanuel.